# Artur Gronek
Artur Gronek (ur. 13 stycznia 1985 w Warszawie) – polski trener koszykówki, obecnie trener Polskiego Cukru Pszczółki Start Lublin.
W sezonie 2016/17 został najmłodszym szkoleniowcem w historii najwyższej polskiej klasy rozgrywkowej, który zdobył tytuł mistrza Polski. W wieku 32 lat wyprzedził poprzedniego rekordzistę – Wojciecha Krajewskiego, który będąc o dwa lata starszy wygrał ligę w 1983 roku jako trener Lecha Poznań.
21 grudnia 2017 opuścił Stelmet BC Zielona Góra. 27 czerwca 2018 podpisał umowę z Polpharmą Starogard Gdański. 3 czerwca 2019 został szkoleniowcem ENEA Astorii Bydgoszcz. 23 maja 2022 zawarł trzyletni kontrakt z Polskim Cukrem Pszczółką Start Lublin.

## Osiągnięcia

### Koszykówka mężczyzn
Trener główny
- Mistrzostwo Polski (2017)[6]
- Puchar Polski (2017)
- Finalista:
  - Pucharu Polski (2023)[7]
  - Superpucharu Polski (2016, 2017)[8]

Asystent trenera
- Mistrz:
  - Polski (2015, 2016)
  - I ligi polskiej (2009, 2011 – awans do PLK)
- Wicemistrz Polski (2014)
- Puchar Polski (2015)
- Superpuchar Polski (2015)
- Finalista:
  - pucharu Polski (2016)
  - Superpucharu Polski (2013)
- Uczestnik mistrzostw Europy (2022)[9]